# Крупичка, Антон
Антон Крупичка (англ. Anton Krupicka 2 августа 1983) — американский сверхмарафонец. Антон Крупичка дважды выиграл Ледвилл 100, а также Мивоки Трейл 100K, Rocky Raccoon 100, Collegiate Peaks 50, а также дважды White River 50 (установив в 2010 году рекорд трассы 6:25.29), High Mountain 50K и марафон Estes Park. Он был вторым на Вестерн Стейтс в 2010-м со временем в 15:13.53, что стало  рекордом трассы.

## Тренировки и личная жизнь
Крупичка выделяется своими длинными волосами и бородой, а также своим минималистичным подходом. Он часто бегает без футболки и в легкой обуви. Свой первый марафон он пробежал в 12 лет. В университете он в 20-ти летнем возрасте часто бегал до 200 миль в неделю. Крупичка снялся в фильме «Indulgence: 1000 Miles Under The Colorado Sky», который рассказывает о его тренировках летом 2007 года перед забегом Ледвилл 100.
Крупичка учился в магистратуре Колорадского университета, но бросил учёбу, чтобы стать профессиональным бегуном. Он получил степень бакалавра в Колорадском колледже в 2005 по специальности физика и философия. В 2006 он получил вторую степень бакалавра в том же колледже по геологии.